# Oceanryg
En oceanryg er en undersøisk bjergkæde, som opstår på grund af kontinentaldriften.

Oceanryggene er geologisk aktive områder, hvor nyt magma konstant vælder op gennem en langstrakt revne i oceanets bund. Revnen er dannet, fordi to tektoniske plader driver væk fra hinanden. Da det kun er et tyndt lag nydannet skorpe, som dækker bunden, er der knyttet en hel række vulkanske aktiviteter til oceanryggene: undersøiske vulkaner (og vulkanøer, f.eks. Hawaii og Island), varme kilder, "black smokers" og jordskælv. 
Oceanryggenes stenmaterialer er yngst tæt på revnen og ældst langt borte fra den. Det skyldes, at ny magma hele tiden skydes frem i takt med, at ældre, størknet materiale føres bort fra revnen. Derfor er oceanbunden betydeligt yngre end Jorden og også yngre end det faste land oven på kontinentalpladerne.